# ポンプ

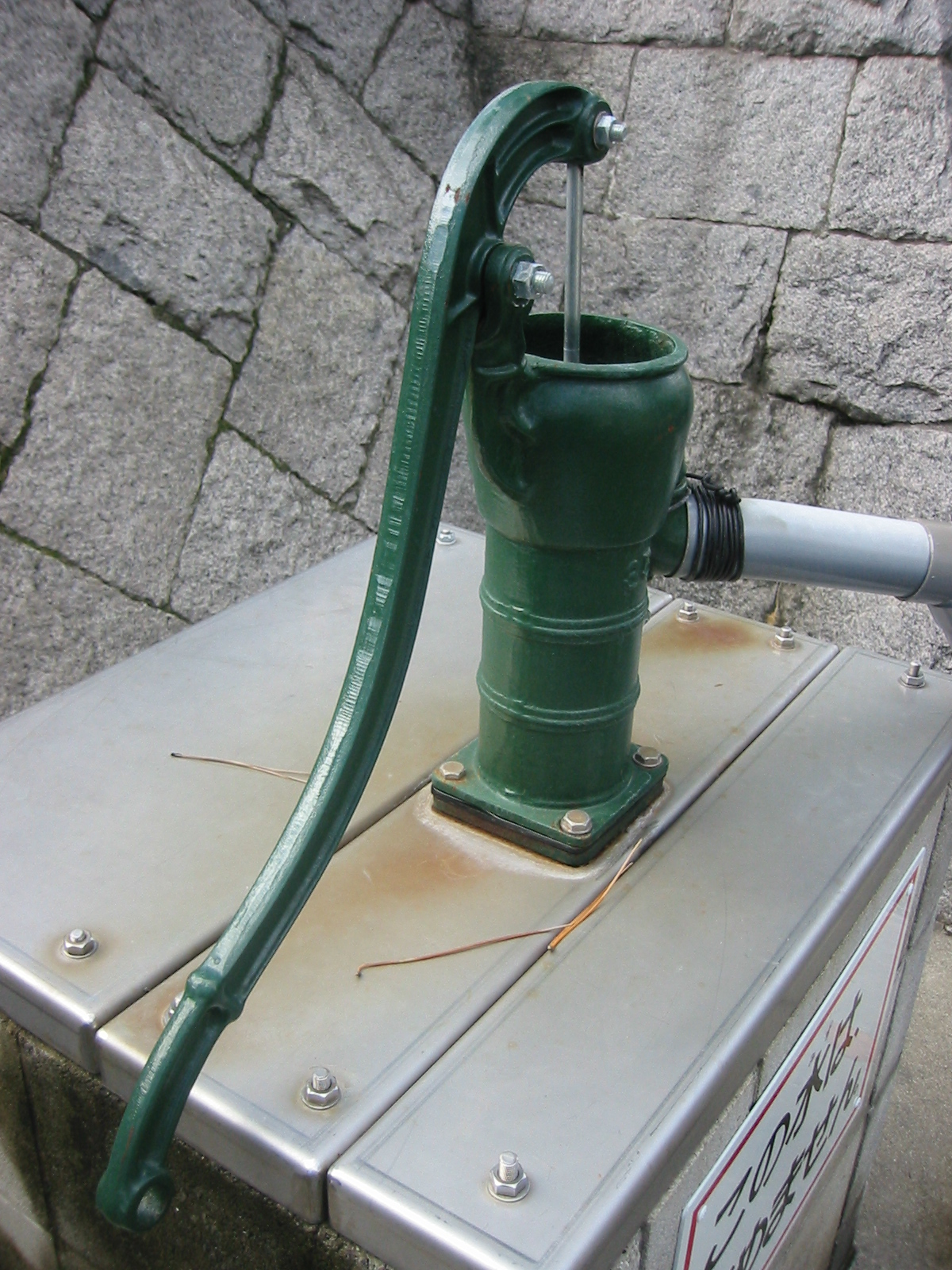
井戸ポンプ（手押しポンプ）

ポンプ（喞筒、オランダ語: pomp）は圧力の作用によって液体や気体を吸い上げたり送ったりするための機械。機械的なエネルギーで圧力差を発生させ液体や気体の運動エネルギーに変換させる流体機械である。喞筒（そくとう 、しょくとう）ともいう。
動物の心臓も一種のポンプである。また、機械的なポンプのようにエネルギーの蓄積や移送を行う目的の仕組みに「ポンプ」の語を当てることがある（ヒートポンプ、チャージポンプ、プロトンポンプなど）。
動作原理により、非容積型、容積型、特殊型に分類される。

## 動作原理による分類

### 非容積（ターボ形）ポンプ
羽根状の回転子「インペラー」（impeller）をつかうもの。タービンも参照のこと。

#### 遠心
半径方向に遠心力で液体に圧力を与える方式のポンプ。
渦巻きポンプ
渦巻き羽根で遠心力により半径方向に圧力を与えるもの。ポンプとしては最も多く製作・納入されている形式である。水道・下水道の送水ポンプから化学プラント用のプロセスポンプまで、多様な用途に使用されている。軸受の個数やケーシングの分割方法などにより、さらに細かく分類される。
ディフューザポンプ（英: diffuser pump）
渦巻き羽根の外側の固定案内羽根 (guide vane) で高圧力を得られるようにしたもの。高圧の小水量の給水ポンプに用いられる。渦巻ポンプに比べ効率が高くなるが、効率の高い運転範囲は狭くなる。運転圧力の変動が少ない箇所に適している。
カスケードポンプ（うず流れ・粘性・摩擦・再生）
多数の小さな溝の刻まれた円盤状の羽根をケーシング中で高速回転させ、液体をほぼ1回転させることにより高圧を得るもの。小流量・高圧に適する。

#### 軸流
軸方向に液体を吐き出すものを軸流ポンプ（英: axial pump）という。低揚程・大流量に適する。一般に低流量・高揚程側での運転は不可。斜流ポンプに比べケーシング（casing,羽根車が収まるポンプ容器のこと）を小さくできるので、安価となる。吸込性能は他形式のポンプに比べると悪く、キャビテーション（液体が気化し元に戻るときに衝撃が起こる現象）に注意を要する。ポンプ効率も低い。河川排水ポンプに適している。一般的に、全揚程は5メートル程度まで使用可能である。

#### 斜流
斜め方向に液体を吐き出すポンプを斜流ポンプ（英語: mixed flow pump,あるいは英: diagonal flow pump.）。遠心ポンプと軸流ポンプの特性を併せ持つ。
- 渦巻き斜流ポンプ：渦巻ケーシングを有しており、比較的高揚程に適している。下水道用の汚水ポンプに多い形式である。
- ディフューザ斜流ポンプ：案内羽根を有しており、流体はインペラの吸込方向と同方向に吐出される。どちらかと言えば、大容量のポンプに適している。河川排水ポンプや雨水排水ポンプに多い形式である。

#### クロスフロー
- 踏車：動力が人力であるという特徴があるが、動作原理としてはターボ形ポンプに分類される。

### 容積ポンプ

#### 回転
回転する部品で圧力を与えるもの。

歯車ポンプ : 歯車のかみ合わせをつかう。粘度の高い液体の輸送に使用される。内接式のトロコイドポンプはエンジンのオイルポンプで一般的。
ねじポンプ : ねじ型の回転子（ローター）を持ち、汚泥などの高粘度で異物を含んだものを輸送する。

- ベーンポンプ : ケーシングに偏心して取り付けられた回転子に取り付けられた可動ベーンで液体を輸送する。攪拌による発泡を嫌うシステムに適する。分解清掃も容易。自動車の油圧式パワーステアリング用ポンプとして一般的。
- 蠕動ポンプ: チューブをしごいて液体を輸送するポンプ。医療用ドージング、食品製造、コンクリート圧送に使われる。

| - ギアポンプ - ねじポンプ |

#### 往復
往復運動で圧力を与えるもの。

手押しポンプの動き

- ダイヤフラムポンプ : ダイアフラムの容積変化で流体を輸送するもの。液体を攪拌せずに定容積の輸送が可能。薬品注入などに用いられる。
- ピストンポンプ : ピストンの往復運動で流体を輸送するもの。
  - アキシャル・ピストン・ポンプ（斜板式）: 回転するバルブプレートによる弁機構と、回転する傾斜した板によるピストンの往復運動で圧力を与えるもの。
  - ウォーシントンポンプ : 蒸気ピストンで駆動されるもの。蒸気ボイラーなどに使用される。
  - 手押しポンプ : 手動でピストンを上下させ液体を吸い上げるもの。
- ピストンレスポンプ : ピストンの代わりにガスで液体を押し出す。
- プランジャーポンプ : プランジャーの往復運動で液体を輸送するもの。
  - ロータリー式プランジャーポンプ
  - ユニフローポンプ

### 特殊ポンプ
- 噴射ポンプ（エジェクタ・インジェクタ）: 流体を吹き込むことにより、回りの流体または粉体を巻き込んで輸送するもの。内部に弁などの整備の必要な機器が無い。水道蛇口に直結して簡易的に負圧を得るもの、圧縮空気を動力源とした掃除機、粉体輸送などに使われる。ただし、同じ呼称であるディーゼルエンジンの燃料噴射ポンプは構造が全く異なる[2][3][注 1]。
  - アスピレーター
- 気泡ポンプ : 気体を吹き込んで、気泡の浮上で液体をくみ上げるもの。エアーリフトポンプとも呼ばれる。
- 水撃ポンプ : 管内で液体を自由落下させ急に弁を閉め、水撃作用で最初より高い位置に一部の液体をくみ上げるもの。位置エネルギーだけを利用しているため、人力や発動機といった外部動力なしで動作する反面、全ての液体をくみ上げることはできない。
- ナッシュポンプ ：真空ポンプとして用いられる。楕円形の液体の入ったケーシング内でインペラーを回転させ液面と回転子間にて圧力変化を持たせ、主に気体を吸い込むのに用いられる。
- エルモポンプ ：ケーシングが円形にて基本原理はナッシュポンプに同じ。
- スクィーズポンプ（ペリスタティックポンプ）：弾力のあるチューブを外部からローラーで潰し、媒体を絞り出すように作動する。コンクリートポンプ車や人工心肺、輸液などに使われる。
- シリンジポンプ：微量の薬剤を持続的に投与するのに用いられる。

## 用途別分類
- 定量ポンプ : 定容積の液体を投入するのに使用される。
- ラインポンプ : 配管の途中に取り付けが容易なように吸い込み口と吐き出し口が1直線上にあるもの。
- 水中ポンプ : 防水型電動機と直結したもの。水中に投入して使用する。
- ボアホールポンプ : 長いシャフトで原動機と接続したもの。深井戸の揚水などに用いられる。
- 真空ポンプ
- 吸排ポンプ
- ウォーターポンプ・オイルポンプ・燃料ポンプ・噴射ポンプ（乗り物など）
- 石油ポンプ
- 空気入れ
- 消防ポンプ

## 付帯装置
- 軸シール : 液体が漏れ出さないよう、軸やケーシングにはシールが使用される。
  - ガスケット
  - メカニカルシール
  - グランドパッキン
- 軸受
- 原動機
- 防振装置
  - インシュレーター

## 性能指標
ポンプの性能を表す指標には以下のものが用いられる。
容量ポンプの流量であり体積/時間の単位を持つ。
揚程、ヘッド吸込みと吐出の圧力差を水頭に換算して長さの単位で表示するものである。ターボ形ポンプでは液体の密度が異なっても揚程はほぼ一定に保たれる。
軸動力ポンプを駆動するのに必要な仕事率である。
効率軸動力のうち流体の機械的エネルギーに変換された割合のことをいう。損失分は主として熱エネルギーに転化し流体やポンプ自体を加熱することとなる。
NPSH、有効吸込みヘッドNet Positive Suction Headの略で、キャビテーションの発生しにくさを示す。吸込み圧力と液体の蒸気圧の差を水頭に換算したもので、この値の最小必要量を所要NPSHという。ポンプの運転条件におけるNPSHが所要NPSHを上回らないと、キャビテーションによる振動、効率低下、機械的損傷などが起こる可能性がある。
性能曲線各種性能値をグラフとして表現したものである。ターボ形ポンプでは横軸に容量、縦軸に揚程を取った性能曲線が最も良く使用される。